# ماكي سايدو
ماكي سايدو (بالإنجليزية: Mayaki Seydou)‏ (مواليد 1949) هو ملاكم نيجيري، مثّل بلاده في الألعاب الأولمبية الصيفية 1972.

## روابط خارجية
ماكي سايدو على موقع أوليمبيديا (الإنجليزية)